# Kuta Blang (Idi Rayeuk)
Kuta Blang is een bestuurslaag in het regentschap Aceh Timur van de provincie Atjeh, Indonesië. Kuta Blang telt 1388 inwoners (volkstelling 2010).